# 엘러퀀트관박쥐
엘러퀀트관박쥐(Rhinolophus eloquens)는 관박쥐과에 속하는 박쥐의 일종이다. 에티오피아와 케냐, 르완다, 소말리아, 남수단, 탄자니아, 우간다에서 발견된다. 자연 서식지는 아열대 또는 열대 기후 지역의 습윤 저지대 숲과 건조 사바나 지역, 습윤 사바나 지역, 동굴이다. 서식지 감소로 위협을 받고 있다.